# Мими Балканска
Мими Михайлова Балканска (по рождение Руска) е българска оперетна и оперна певица.

## Биография
Родена е като Руска в семейство с 3 деца в Русе на 23 юли 1902 г. Когато тръгва на училище, баща ѝ я преименува на Мими. В родния ѝ дом има пиано, на което свири с удоволствие.
Внучка е на Никола Балкански, братовчед и сподвижник на Георги Стойков Раковски. Баща ѝ умира, когато е 7-годишна, семейството ѝ се преселва в София през 1912 г. Учи пиано при Хенрих Визнер в Софийското музикално училище и пеене при Пенка Тороманова през 1914 – 1917 г. Специализира пеене в Берлин и Виена. Още съвсем млада, свири на пиано при прожекции на неми филми.
През 1920-те години Балканска става първата българка, занимавала се сериозно с футбол в България. Тренира в „Славия“ (София), участва в срещи като вратар на певците срещу артистите, сформира тим, дори е страничен съдия на благотворителен мач.
Балканска се омъжва 2 пъти. Първият ѝ съпруг е тенорът Иван Цачев, с когото се запознава в театър „Ренесанс“.
С указ № 970 от 23 май 1975 г. е обявена за герой на социалистическия труд. Награждавана е още с ордени „Червено знаме на труда“ (1959), „Кирил и Методий“ – I ст. и други. Освен това е удостоена с Димитровска награда (1950) и почетните звания „Заслужил артист“ (1949) и „Народен артист“ (1950).

## Творчески път
През 1916 г. Ангел Сладкаров обявява конкурс за артисти, хористи и оркестранти за първия в България оперетен театър. 14-годишната Мими се явява на него. На 17-годишна възраст пее в оперетния театър „Ренесанс“. Там се запознава с Иван Цачев, омъжва се за него и той я отвежда в Берлин. Тя обаче не се приспособява и приема поканата да се присъедини към трупата на оперетния Свободен театър в София.
Заедно с Ангел Сладкаров, Асен Русков, Вяра Сълплиева, Иван Цачев, Илия Стоянов и други Мими Балканска е съоснователка на Кооперативния театър, с който през 1931 г. гастролира в Турция, а през 1938 г. – в Югославия. От 1938 до 1942 г. е водеща актриса в театър „Одеон“.
Тя е съоснователка, директор и режисьор на Художествения оперен театър в София (1942 – 1946). През 1947 г. работи в Народната оперета и от 1948 до 1963 г. в Държавния музикален театър в София. Сред музикалната публика тя остава сред най-популярните оперетни артистки на България.
По-важни нейни оперетни роли са:
- Силва, Щаси, Цецилия („Царицата на чардаша“ от Имре Калман),
- Лиза и Графиня Марица („Графиня Марица“ от И. Калман),
- Ана Главари („Веселата вдовица“ от Франц Лехар),
- Кристел („Птицепродавецът“ от Карл Целер),
- Парася Никаноровна („Трембита“ от Юрий Милютин),
- Ангелина („Бунтовна песен“ от Георги Златев-Черкин),
- Мадам Сан-Жен („Мадам Сан-Жен“ от Парашкев Хаджиев) и др.

## Памет
На Мими Балканска е наречена улица в кварталите „Христо Ботев“ и „Аерогарата“ в София (Карта).

## Филмография
- „Весела България“ – Млада дама (премиера: 19 декември 1928 г.)
- „Невероятна история“ – (премиера: 21 декември 1964 г.)